# Eilandbrug (Overijssel)
De Eilandbrug is een brug in de rijksweg N50 over de IJssel tussen Kampen en Ramspol.
De eigenlijke brug bestaat uit een asymmetrische tuibrug over de hoofdoverspanning, een beweegbare brug en aanbruggen boven de uiterwaarden. Zeilboten lager dan 14 meter kunnen onder de brug doorvaren. De beweegbare brug wordt voornamelijk gebruikt door zeilschepen van de bruine vloot met als thuishaven Kampen. De brug is op 21 januari 2003 officieel in gebruik genomen.
De brug is ontworpen door de Bouwdienst van het Ministerie van Verkeer en Waterstaat, hierin bijgestaan door architect Hans van Heeswijk. De brug werd in 2003 onderscheiden met de betonprijs.

## Trillingsdemper
Tijdens de bouw werden trillingsdempers toegevoegd om trillingen door eigenresonantie te beheersen. Eigen- of zelfresonantie is een fenomeen waar bruggenbouwers mee te maken krijgen (zie Tacoma Narrows Bridge).